# Erina tenimberensis
Erina tenimberensis är en fjärilsart som beskrevs av Tite 1963. Erina tenimberensis ingår i släktet Erina och familjen juvelvingar. Inga underarter finns listade i Catalogue of Life.